# Imixx Radio
Imixx Radio, ou Imixx, est une webradio diffusant de l'electro, de la pop, et du rock, avec une programmation de DJ résidents.

## Histoire

### Débuts
Créée en France en 2007 par deux passionnés de radio : Vincent Schneider et Anthony Plagnes Payá. Dans ses débuts la radio faisait partie de l’association défunte CNR Webradio, qui regroupait les deux webradios Click'n'Rock et Imixx. La radio diffuse un style musical encore inédit à l'époque pour une radio mêlant pop rock et electro. La programmation était complétée par de nombreuses chroniques, traitant de divers sujets, et des sessions mix de DJ résidents (parmi les rendez-vous phares : Another World Session de DJ Max'im DLC, axé trance, et La Selec' de Cyril D.), ainsi que des nuits thématiques chill-out.

### Retour
En 2020, la radio renait pendant la pandémie de Covid-19 et émet désormais depuis Montréal, Québec, au Canada,,. Elle continue avec une programmation electro, pop, rock, et s'affiche comme bilingue français-anglais. Imixx Radio repose sur une équipe de DJ résidents tels que Robin Schulz, Kaiserdisco, Don Diablo, Anna Tur ou encore Cristian Valera.

## Logos

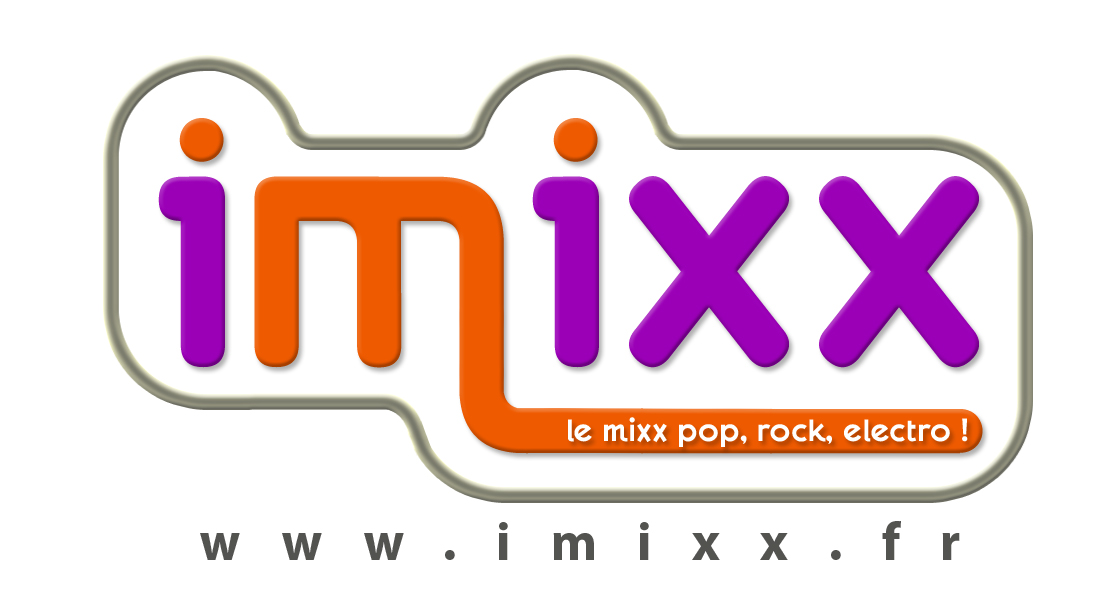
Logo début 2007.
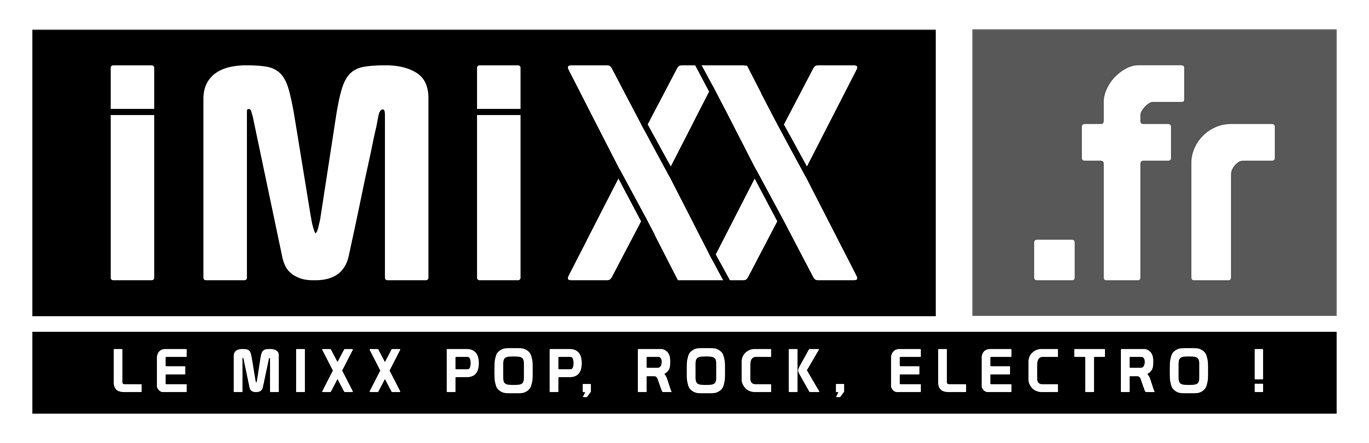
Logo entre fin 2007 et 2009.
Logo depuis 2020.